# 費爾菲爾德港 (北卡羅萊納州)
費爾菲爾德港（英語：Fairfield Harbor）是位於美國北卡羅萊納州克雷文縣的普查規定居民點。

## 人口
根據2020年美國人口普查的數據，費爾菲爾德港的面積為12.08平方千米，當中陸地面積為7.46平方千米，而水域面積為4.62平方千米。當地共有人口2767人，而人口密度為每平方千米229.06人。